# Joegoslavië op de Olympische Zomerspelen 1956
Joegoslavië nam deel aan de Olympische Zomerspelen 1956 in Melbourne, Australië. In tegenstelling tot vier jaar eerder werd geen goud gewonnen.

## Medailleoverzicht
| Sport     | Olympiër | Onderdeel    | Medaille |
| --------- | --- | ------------ | -------- |
| Atletiek  | Franjo Mihalić | marathon (m) | Zilver   |
| Voetbal   | Sava Antić Ibrahim Biogradlić Mladen Koščak Dobroslav Krstić Luka Liposinović Muhamed Mujić Zlatko Papec Petar Radenković Nikola Radović Ivan Santek Dragoslav Šekularac Ljubiša Spajić Todor Veselinović Blagoje Vidinić | mannen       | Zilver   |
| Waterpolo | Ivo Cipci Tomislav Franjković Vlado Ivković Zdravko Jezić Hrvoje Kačić Zdravko Kovačić Lovro Radonjić Marijan Zuzej | mannen       | Zilver   |

## Deelnemers en resultaten
(m) = mannen, (v) = vrouwen 

### Atletiek
| Olympiër       | Discipline         | Resultaat | Prestatie                                                               |
| -------------- | ------------------ | --------- | ----------------------------------------------------------------------- |
| Veliša Mugoša  | 5000m (m)          | DNS       | serie 3: niet gestart                                                   |
| Stanko Lorger  | 110m horden (m)    | 5e        | serie 2: 2de in 14,75 halve finale 1: 3de in 14,73 finale: 5de in 14,68 |
| Franjo Mihalić | marathon (m)       | Zilver    | 2:26.32                                                                 |
| Dako Radošević | discuswerpen (m)   | 8e        | kwalificatie: 10de met 47,93m finale: 8ste met 51,69m                   |
| Krešimir Račić | kogelslingeren (m) | 8e        | kwalificatie: 2de met 59,06m finale: 6de met 60,36m                     |
|                |                    |           |                                                                         |
| Nada Kotlusek  | kogelstoten (v)    | 8e        | 14,56m                                                                  |
| Milena Usenik  | kogelstoten (v)    | 9e        | 14,49m                                                                  |
| Nada Kotlusek  | discuswerpen (v)   | 12e       | 42,16m                                                                  |

### Roeien
| Olympiër      | Discipline | Resultaat | Prestatie                                             |
| ------------- | ---------- | --------- | ----------------------------------------------------- |
| Perica Vlašić | skiff (m)  | 7e        | serie 2: 1ste in 7.31,3 halve finale 2: 3de in 9.32,2 |

### Schietsport
| Olympiër     | Discipline                 | Resultaat | Prestatie   |
| ------------ | -------------------------- | --------- | ----------- |
| Zlatko Mašek | 50m geweer 3 houdingen (m) | 20e       | 1144 punten |
| Zlatko Mašek | 50m geweer liggend (m)     | 16e       | 595 punten  |

### Voetbal
| Olympiër | Discipline | Resultaat | Prestatie |
| --- | ---------- | --------- | --- |
| Sava Antić Ibrahim Biogradlić Mladen Koščak Dobroslav Krstić Luka Liposinović Muhamed Mujić Zlatko Papec Petar Radenković Nikola Radović Ivan Santek Dragoslav Šekularac Ljubiša Spajić Todor Veselinović Blagoje Vidinić | mannen     | Zilver    | 1ste ronde: vrij kwartfinale: W van Verenigde Staten: 9-1 halve finale: W van India: 4-1 finale: V van Sovjet-Unie: 0-1 |

### Waterpolo
| Olympiër | Discipline | Resultaat | Prestatie |
| --- | ---------- | --------- | --- |
| Ivo Cipci Tomislav Franjković Vlado Ivković Zdravko Jezić Hrvoje Kačić Zdravko Kovačić Lovro Radonjić Marijan Zuzej | mannen     | Zilver    | groep A: 1ste W van Sovjet-Unie: 3-2 W van Australië: 9-1 W van Roemenië: 3-2 finale groep: 2de W van Verenigde Staten: 5-1 G van Duitsland: 2-2 W van Italië: 2-1 V van Hongarije: 1-2 |

| Groep A |             |             |             |             |             |        |        |        |        |
| #       | Land        | Wedstrijden | Wedstrijden | Wedstrijden | Wedstrijden | Punten | Punten | Punten | Punten |
| #       | Land        | G           | W           | G           | V           | V      | T      | Saldo  | Punten |
| 1       | Joegoslavië | 3           | 3           | 0           | 0           | 15     | 5      | +10    | 6      |
| 2       | Sovjet-Unie | 3           | 2           | 0           | 1           | 9      | 6      | +3     | 4      |
| 3       | Roemenië    | 3           | 1           | 0           | 2           | 9      | 9      | 0      | 2      |
| 4       | Australië   | 3           | 0           | 0           | 3           | 3      | 16     | -13    | 0      |

| Ronde       | Datum     | Plaats      | Land | Score       | Land |
| ----------- | --------- | ----------- | ---- | ----------- | ---- |
| Groepsfase  |           |             |      |             |      |
| 28 november | Melbourne | Joegoslavië | 3-2  | Sovjet-Unie |      |
| 29 november | Melbourne | Joegoslavië | 9-1  | Australië   |      |
| 30 november | Melbourne | Joegoslavië | 3-2  | Roemenië    |      |

| Finale ronde |                  |             |             |             |             |        |        |        |        |
| #            | Land             | Wedstrijden | Wedstrijden | Wedstrijden | Wedstrijden | Punten | Punten | Punten | Punten |
| #            | Land             | G           | W           | G           | V           | V      | T      | Saldo  | Punten |
| 1            | Hongarije        | 5           | 5           | 0           | 0           | 20     | 3      | +17    | 10     |
| 2            | Joegoslavië      | 5           | 3           | 1           | 1           | 13     | 8      | +5     | 7      |
| 3            | Sovjet-Unie      | 5           | 3           | 0           | 2           | 14     | 14     | 0      | 6      |
| 4            | Italië           | 5           | 2           | 0           | 3           | 10     | 13     | -3     | 4      |
| 5            | Verenigde Staten | 5           | 1           | 0           | 4           | 10     | 5      | -10    | 2      |
| 6            | Duitsland        | 5           | 0           | 1           | 4           | 11     | 20     | -9     | 1      |

| Ronde      | Datum     | Plaats      | Land | Score            | Land |
| ---------- | --------- | ----------- | ---- | ---------------- | ---- |
| Groepsfase |           |             |      |                  |      |
| 1 december | Melbourne | Joegoslavië | 5-1  | Verenigde Staten |      |
| 4 december | Melbourne | Joegoslavië | 2-2  | Duitsland        |      |
| 6 december | Melbourne | Joegoslavië | 2-1  | Italië           |      |
| 7 december | Melbourne | Hongarije   | 2-1  | Joegoslavië      |      |

### Wielersport
| Olympiër         | Discipline       | Resultaat | Prestatie |
| ---------------- | ---------------- | --------- | --------- |
| Veselin Petrović | wegwedstrijd (m) | 26e       | 5:26.58   |

### Worstelen
| Olympiër        | Discipline | Resultaat | Prestatie                                                                                              |
| --------------- | ---------- | --------- | --- |
| Borivoj Vukov   | -52kg (m)  | 6e        | 1ste ronde: V van HUN Baranya: 0-3 2de ronde: W van SWE Johansson: 3-0 3de ronde: W van BEL Mewis: 3-0 |
| Branislav Simić | -79kg (m)  | 10e       | 1ste ronde: V van BUL Dobrev                                                                           |

### Zwemmen
| Olympiër        | Discipline          | Resultaat | Prestatie                                    |
| --------------- | ------------------- | --------- | -------------------------------------------- |
| Vinka Jeričević | 200m schoolslag (v) | 20e       | serie 2: 2de in 2.56,0 finale: 4de in 2.55,8 |

Afghanistan · Argentinië · Australië · Bahama's · België · Bermuda · Birma · Brazilië · Brits-Guiana · Bulgarije · Cambodja* · Canada · Ceylon · Chili · Colombia · Cuba · Denemarken · Duits eenheidsteam · Egypte* · Ethiopië · Fiji · Filipijnen · Finland · Frankrijk · Griekenland · Groot-Brittannië · Hongarije · Hongkong · Ierland · IJsland · India · Indonesië · Iran · Israël · Italië · Jamaica · Japan · Joegoslavië · Kenia · Liberia · Luxemburg · Malakka · Mexico · Nederland* · Nieuw-Zeeland · Nigeria · Noord-Borneo · Noorwegen · Oeganda · Oostenrijk · Pakistan · Peru · Polen · Portugal · Puerto Rico · Roemenië · Singapore · Sovjet-Unie · Spanje* · Taiwan · Thailand · Trinidad en Tobago · Tsjecho-Slowakije · Turkije · Uruguay · Venezuela · Verenigde Staten · Vietnam · Zuid-Afrika · Zuid-Korea · Zweden · Zwitserland*

*alleen deelgenomen in Stockholm